# Wyja
Die Wyja (russisch Выя) ist ein linker Nebenfluss der Pinega in der Oblast Archangelsk in Nordwestrussland.
Die Wyja hat ihre Quelle etwa 80 km nordöstlich von Schenkursk. Sie fließt zuerst in südlicher Richtung, macht dann einen Bogen nach Osten und Norden und wendet sich schließlich nach Osten. Nach 181 km erreicht sie die Pinega. Das Einzugsgebiet der Wyja umfasst 2710 km². 
Die wichtigsten Nebenflüsse der Wyja sind von rechts Tschurowa sowie Pyschega und Tinewa von links.